# Heiko Habermann
Heiko Habermann (født 2. november 1962 i Østberlin) er en tysk tidligere roer.

## Karriere

### Roning
Habermann vandt bronze ved junior-VM i 1980 i dobbeltfireren. Samme år vandt han bronze i de østtyske seniormesterskaber i dobbeltsculler, en præstation han gentog yderligere to gange indtil den tyske genforening. Han roede også dobbeltfirer på seniorniveau og var også her med til at vinde bronze et par gange ved de østtyske mesterskaber, inden han i 1988 kom med i den båd, der blev mestre.
Han var derfor med i dobbeltfireren ved OL 1988 i Seoul. Østtyskerne vandt deres indledende heat, blev nummer to i semifinalen, og i finalen sejrede Italien foran Norge, mens østtyskerne fik bronze. Bådens øvrige besætning var Jens Köppen, Steffen Bogs og Steffen Zühlke.

### Videre karriere
Habermann studerede til elektroingeniør og kom til at arbejde ved en teknisk skole. Han har efter elitekarrieren jævnligt roet som veteran.

## OL-medaljer
- 1988:  Bronze i dobbeltfirer